# William Edmond Logan

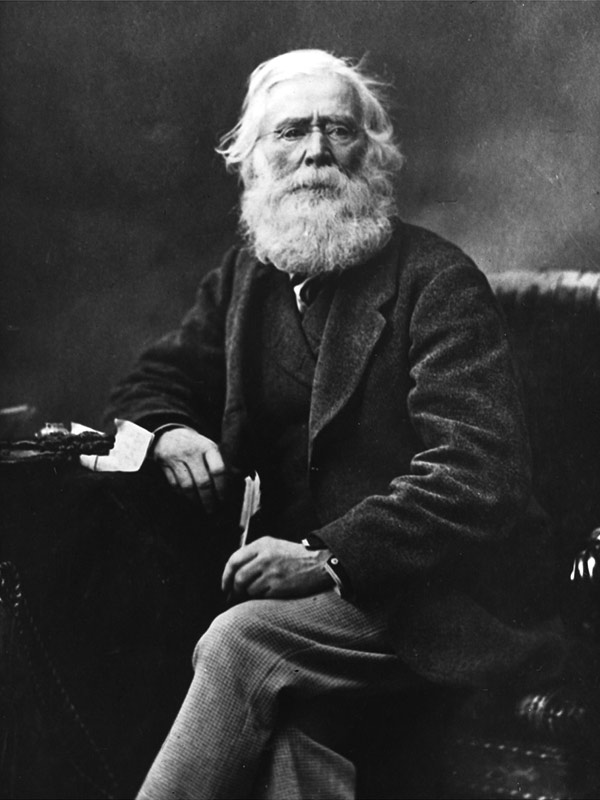
William Edmond Logan

Sir William Edmond Logan (ur. 20 kwietnia 1798, zm. 22 czerwca 1875) - był znanym XIX-wiecznym kanadyjskim geologiem, członkiem Royal Society. Najwyższy szczyt Kanady, góra Logan, została nazwana na jego cześć.